# إد كلوف
إد كلوف (بالإنجليزية: Ed Clough)‏ هو لاعب كرة قاعدة أمريكي، ولد في 28 أكتوبر 1906 في Wiconisco, Pennsylvania ‏ في الولايات المتحدة، وتوفي في 30 يناير 1944 في هاريسبرج في الولايات المتحدة.

## وصلات خارجية
- إد كلوف على موقعبيزبول رفرنس.كوم (الدوري الرئيسي) (الإنجليزية)